# Quadro RTX
Quadro RTX是英伟达公司生产的一系列专业级图形处理器（GPU），是Quadro系列中的最新型号，并且专为支持实时光线追踪而设计。
Quadro RTX使用了RTX技术，该技术实现的光线追踪可以大幅提高图形质量。Quadro RTX GPU还提供了更多的单元和更高的性能，专门针对专业应用（如三维设计、视频编辑和科学计算）进行了优化，并提供专业级驱动程序、工具和支持。